# Eux (série télévisée)
Pour les articles homonymes, voir Them (homonymie) et Eux (homonymie).
Eux (Them) est une série télévisée d'anthologie américaine créée par Little Marvin et produite par Lena Waithe. La première saison, Le Pacte (Covenant), est lancée le 9 avril 2021 sur la plateforme Prime Video.
Une deuxième saison, La Peur (The Scare), est diffusée en 2024.

## Synopsis
Them est une série horrifique anthologique traitant du racisme à travers une nouvelle histoire chaque saison.
Dans la première saison, Covenant - En 1953, Henry et Lucky Emory, un couple d'afro-américains, décident de fuir les lois Jim Crow de la Caroline du Nord pour s'installer avec leur petite famille en Californie, dans un quartier résidentiel entièrement blanc de la banlieue de Los Angeles. Ils sont dès lors confrontés à l'accueil glacial de leurs nouveaux voisins guère habitués à cohabiter avec des personnes noires. Dans ce climat tendu, la maison devient le théâtre de phénomènes surnaturels inquiétants impliquant des forces maléfiques.

## Distribution

### Saison 1:Le Pacte

#### Acteurs principaux
- Deborah Ayorinde (en) (VF : Fily Keita ; VQ : Sarah Desjeunes) : Livia « Lucky » Emory
- Ashley « Bashy » Thomas (VF : Jean-Baptiste Anoumon ; VQ : Iannicko N'Doua) : Henry Emory
- Alison Pill (VF : Jessica Monceau ; VQ : Geneviève Bédard) : Elizabeth « Betty » Wendell
- Shahadi Wright Joseph (en) (VF : Lila Lacombe ; VQ : Élia St-Pierre) : Ruby Lee Emory
- Melody Hurd (VF : Maryne Bertieaux ; VQ : Lily Rose Régnier) : Gracie Emory
- Ryan Kwanten (VF : Mathias Kozlowski ; VQ : Martin Watier) : George Bell

#### Acteurs secondaires
- Christopher Heyerdahl (VF : Féodor Atkine ; VQ : François Trudel) : l'homme au chapeau noir
- Liam McIntyre (VF : Thomas Roditi ; VQ : Alexis Lefebvre) : Clarke Wendell
- Jeremiah Birkett (VF : Frantz Confiac ; VQ : Fayolle Jean Jr.) : le danseur de claquette maléfique
- Pat Healy (VF : Sylvain Agaësse ; VQ : Gilbert Lachance) : Marty Dixon
- John Patrick Jordan (VF : Valéry Schatz ; VQ : Alexandre Fortin) : Earl Denton
- Sophie Guest (VF : Joséphine Ropion ; VQ : Estelle Fournier) : Doris
- Derek Phillips (VF : Damien Boisseau) : le sergent Bull Wheatley
- Abbie Cobb (en) (VF : Edwige Lemoine) : Nat Dixon
- Dirk Rogers (VF : Cathy Cerdà) : Miss Vera
- Kim Shaw (en) (VF : Diane Dassigny) : Carol Lynn Denton
- Brooke Smith (VF : Déborah Perret) : Helen Koistra
- Anika Noni Rose (VF : Déborah Claude) : Ella Mae
- P. J. Byrne (VF : Thierry Wermuth) : Stuart Berks
- Paula Jai Parker (en) (VF : Maïk Darah) : Hazel Emory
- Malcolm Mays (en) : Calvin
- Bailey Noble (en) (VF : Olivia Luccioni) : Marlene
- Dale Dickey (VF : Cathy Cerdà) : la vieille femme
- J. Mallory McCree (en) (VF : Diouc Koma) : Junius Emory
- Moe Irvin (VF : Baptiste Marc) : Roland Johnson
- Kate McNeil : Dr Frances Moynihan
- Ryan Kennedy : Gary
- Latarsha Rose : Arnette Beaumont
- Tim Russ : The Custodian

### Saison 2:La Peur
- Deborah Ayorinde (en) (VF : Fily Keita ; VQ : Sarah Desjeunes) : l'inspecteur Dawn Reeve
- Pam Grier (VF : Maïk Darah ; VQ : Carole Chatel) : Athena Reeve
- Luke James (en) (VF : Diouc Koma ; VQ : Anglesh Major) : Edmund Gaines
- Joshua J. Williams (VF : Arthur Raynal ; VQ : Xiao-Yi Hernan) : Kelvin « Kel » Reeve
- Jeremy Bobb (VF : Éric Aubrahn ; VQ : Tristan Harvey) : l'inspecteur Ronald McKinney
- Wayne Knight (VF : Guillaume Lebon ; VQ : Sébastien Dhavernas) : le lieutenant Schiff

Version française dirigée par Dorothée Pousséo au studio Deluxe Media Paris, d'après une adaptation des dialogues de Marie Causse et Sébastien Charron. Version québécoise dirigée par Maël Davan-Soulas et Gabriel Lessard au studio Difuze Inc., d'après une adaptation des dialogues de Fannie-Amélie Morin, Nicolas Bacon et Pierre Therrien.
 Source et légende : version française (VF) sur RS Doublage, Doublage Séries Database et crédits de fin ; version québécoise (VQ) sur Doublage.qc.ca

## Épisodes

### Première saison:Le Pacte(2021)
1. Jour 1 (Day 1)
2. Jour 3 (Day 3)
3. Jour 4 (Day 4)
4. Jour 6 (Day 6)
5. Contrat, Première Partie (Covenant I)
6. Jour 7: Matin (Day 7: Morning)
7. Jour 7: Soir (Day 7: Night)
8. Jour 9 (Day 9)
9. Contrat, Deuxième Partie (Covenant II)
10. Jour 10 (Day 10)

### Deuxième saison:La Peur(2024)
En septembre 2022, la production dévoile la distribution : Deborah Ayorinde (en), Pam Grier, Luke James (en), Joshua J. Williams et Jeremy Bobb dans des rôles principaux, ainsi que Wayne Knight, Carlito Olivero (en), Charles Brice et Iman Shumpert dans des rôles récurrents.
1. Tu as peur ? (Are You Scared ?)
2. Le Diable en personne est venu le prendre (The Devil Himself Visited This Place)
3. L'Homme aux cheveux rouges (The Man With the Red Hair)
4. Joyeux anniversaire, mon chéri (Happy Birthday, Sweet Boy)
5. Luc 8:17 (Luke 8:17)
6. Tu veux jouer à un petit jeu ? (Would You Like to Play a Game ?)
7. L'Un de nous mourra ce soir (One of Us Is Gonna Die Tonight)
8. La Boîte (The Box)